# Лазар Хребељановић
Лазар Хребељановић (Прилепац, око 1329 — Косово поље, 28. јун 1389), познат у народној традицији као цар Лазар, по титули кнез Лазар, био је средњовековни српски кнез, који је после распада Српског царства створио највећу и најмоћнију државу на територији некадашњег царства. Лазарева држава са престоницом у Крушевцу, позната у историографији као Моравска Србија, обухватала је сливове река Велике, Западне и Јужне Мораве.
Умро је 28. јуна по грегоријанском, односно 15. јуна по јулијанском календару.
У Грбљу вековима постоји предање да је Лазар Хребељановић заправио био Гребљановић и да је пореклом из Грбља. Андрија Качић Миошић наводи српско порекло данашње две познате алкарске породице, Грабовац и Вучковић. Грабовци су, по тим старим далматинским породичним предањима, потомци српског кнеза Лазара Грабљановића (Хребељановића).
Лазар је младост провео на двору цара Стефана Душана, где је његов отац Прибац био логотет. Лазар је на двору цара Уроша прво био ставилац, да би негде између 1363. и 1365. добио титулу кнеза. После слома Мрњавчевића на Марици текао је постепен успон кнеза Лазара праћен формирањем његове области. После Маричке битке загосподарио је Приштином и Новим Брдом, док је у савезу са баном Босне Твртком I Котроманићем и уз подршку угарског краља Лајоша I 1373. поразио жупана Николу Алтомановића. Тада је својој области прикључио Рудник, Ужице и крајеве око Западне Мораве. Границу своје државе проширио до Дунава заузимањем Браничевске области и потискивањем породице Растислалића 1379. године.
Истовремено, Лазар је радио и на обнови Немањићeвих државних традиција. Био је ожењен Милицом, која је према старим српским родословима потицала од Вукана, најстаријег сина Стефана Немање. Бројним династичким браковима постепено се родбински повезао са околним великашима и владарима (нпр. сестра Драгана била је удата за челника Мусу, најстарија ћерка Лазара и Милице Мара за Вука Бранковића). На његову иницијативу, а по благослову патријарха Саве IV, дошло је 1375. до измирења Српске патријаршије са цариградском Васељенском патријаршијом. Поред тога, Лазар је подигао више задужбина (Раваницу, Лазарицу и јужну припрату Хиландара), а под његовим утицајем 1380. на место српског патријарха је, уместо Јефрема, изабран Спиридон.
Током девете деценије 14. века област кнеза Лазара почели су да угрожавају Османлије. После битке на Дубравници (1381) и догађаја везаних за пад Ниша и поход Мурата I до Плочника (1386), следећи велики поход Османлија довео је до битке на Косову 1389. године. Ту су се Османлијама супротставили одреди кнеза Лазара, његовог зета Вука Бранковића и краља Срба и Босне Стефана Твртка I Котроманића под командом војводе Влатка Вуковића. У бици су и Лазар и његов противник Мурат I изгубили животе и обе стране су претрпеле велике губитке. Ипак, пре лета 1390. Лазаревићи су прихватили вазалне обавезе према новом султану Бајазиту I.
Култ кнеза Лазара као хришћанског мученика почео је да се развија недуго по Косовској бици. Лазареве мошти пренесене су у његову задужбину Раваницу где се, после неколико преноса, чувају и данас. Стварање култа кнеза Лазара помогли су припадници породице Лазаревић, а прихватила га је и развијала Српска патријаршија. Најранији култни списи, њих десет, настали су већ у периоду од до.
Паралелно са култом Св. кнеза Лазара који се развијао у црквеним круговима, развијао се и култ кнеза Лазара као мученика и јунака Косовске битке у народној традицији. У српским народним епским песмама косовског циклуса, цар Лазар је, уз Милоша Обилића, главни лик.
Лазарев лик обрађиван је вишеструко у српској уметности у 19. и 20. веку.

## Биографија

### Младост на царском двору
Лазар је највероватније рођен око 1329. године у Прилепцу код Новог Брда, важног рударског центра средњовековне Србије. Лазарова породица је поседовала Прилепац, који је са оближњом тврђавом Призренац штитио руднике и насеља око Новог Брда. Лазаров отац Прибац је био логотет на двору Стефана Душана. Титула логотета је била релативно скромна у хијерархији српског двора. Душан је постао владар Србије збацивши свога оца краља Стефана Дечанског. Затим је наградио великаше који су га подржали у побуни, уздигавши их на више положаје у феудалној хијерархији. На тај начин је Прибац постао логотет. Према Мавру Орбинију, дубровачком историчару из 16. века, Прибчево и Лазарово презиме је било Хребељановић. Иако је Орбинијев извор за ову чињеницу непознат, презиме је општеприхваћено у историографији. Историја за сада не зна како се звала мајка Лазара Хребељановића, нити такође колико је тачно браће и сестара имао. Душан је Прибца наградио на још један начин: Лазару је додељена дужност ставиоца на царском двору. О томе говори и „Повесно слово о кнезу Лазару”, као и архиепископ Данило. Ставилац је имао церемонијалну улогу за царским столом, мада су му могли бити поверени послови који нису имали никакви везе са дворским ритуалима. Положај ставиоца је био најнижи у хијерархији српског двора. Међутим, био је прилично престижан и његовом носитељу је пружао прилику да буде врло близу владару. У доба када се краљ Душан крунисао за цара, Лазар је имао око 17 година. Лазар се 1353. године оженио Милицом. Према каснијим генеалогијама, Милица је била кћерка кнеза Вратка, праунука Вукана Немањића. Вукан је био најстарији син великог жупана Стефана Немање, оснивача династије Немањића. Вуканови потомци нису поменути ни у једном познатом извору пре генеалогија из 15. века.
Цар Душан је изненада преминуо 1355. године у својој 47. години и наследио га је двадесетогодишњи син Стефан Урош. Лазар је остао ставилац на двору новог цара. Душанову смрт је пратило јачање сепаратистичких активности у Српском царству. Владар Епира и Тесалије Симеон Синиша се отцепио 1359. Исто се десило са Браничевом и Кучевом, североисточним областима царства које је држала породица Растислалића, који су признали врховну власт угарског краља Лајоша I. Остатак српске државе је остао одан младом цару Урошу. Ипак, моћни српски великаши су добијали све више независности од царске власти.
Урош је био слаб владар и неспособан да се супротстави овим сепаратистичким тенденцијама, па је постао неважан ауторитет у држави чији је номинално био цар. Ослањао се на најмоћнијег српског великаша, захумског кнеза Војислава Војиновића. Војислав је започео свој успон као ставилац на двору цара Душана, али је до 1363. контролисао велику област од планине Рудник у централној Србији све до Конавла на јадранској обали, као и од горњег тока Дрине све до северног Косова. После Војиновића најмоћнији су били браћа Балшићи: Страцимир, Ђурађ и Балша III. До 1363. они су стекли контролу над облашћу Зете, која се поклапала са највећим делом данашње Црне Горе.
Кнез Војислав је 1361. почео рат са Дубровачком републиком око неких територија. Дубровчани су затим замолили најистакнутије особе у Србији да искористе свој утицај да се зауставе непријатељства штетна по обе стране. Дубровчани су се такође обратили ставиоцу Лазару и поклонили му три свитака тканине. Иако је то био релативно скроман поклон, он доказује да је Лазар сматран да има неки утицај на двору цара Уроша. Мир између кнеза Војислава и Дубровачке републике је потписан августа 1363. Ставилац Лазар је поменут као сведок из повеље од јула 1363. којом је цар Урош дозволио размену територија између кнеза Војислава и челника Мусе. Муса је био ожењен Лазаровом сестром Драганом, најкасније од 1355. Мусин положај челника је био виши од положаја ставиоца.

### Лазаров успон
Лазареве активности у периоду између 1363. и 1371. су слабо забележене у изворима. Изгледа да је он напустио двор цара Уроша 1363. или 1365.  У то време је имао око 35 година и није напредовао даље од положаја ставиоца. Кнез Војислав је изненада преминуо септембра 1363. године. Браћа Мрњавчевићи, Вукашин и Јован Угљеша су постали најмоћнији великаши у Српском царству. Они су контролисали земље у јужном делу царства, углавном у Македонији. Цар Урош је прихватио Вукашина Мрњавчевића за савладара и Вукашин је крунисан за краља. Отприлике исто време Јован Угљеша је именован за деспота. Синовац кнеза Војислава, млади Никола Алтомановић је до 1368. стекао контролу над већином територија свог покојног стрица. У овом периоду Лазар је постао независтан и започео је свој успон као обласни господар. Није јасно како се ова област ширила, али њено језгро сигурно није била његова очевина тврђава Прилепац, коју је узео Вукашин. Језгро Лазареве области је био негде у области која се граничила са облашћу Мрњавчевића на југу, Николе Алтомановића на западу и Растислалића на северу.
Књига Краљевство Словена дубровачког бенедиктинца Мавра Орбина, објављена у Пезару 1601, описује догађаје у којима је Лазар био главни протагониста. Пошто овај извор није подржан другим изворима, неки историчари сумњају у његову веродостојност. Према Орбину, Никола Алтомановић и Лазар су убедили цара Уроша да им се придружи у заједничком нападу на браћу Мрњавчевиће. Сукоб две групе српских великаша се догодио на Косову пољу 1369. Лазар се повукао из битке убрзо по њеном почетку. Његови савезници су наставили борбу, али су их Мрњавчевићи поразили. Алтомановић је једва спасио свој живот, док су Мрњавчевићи заробили и на кратко утамничили цара Уроша. Постоје наговештаји да су се савладари цар Урош и краљ Вукашин разишли две године пре наводне битке. Лазар је 1370. године преотео од Алтомановића градић Рудник, важан рударски центар. Ово би могло да буде последица Алтомановићевог пораза годину дана раније. У сваком случају, Алтомановић се брзо опоравио од овог пораза вероватно уз помоћ свог моћног заштитника Угарске.

## Најмоћнији владар у Рашкој
Унутрашњи сукоби и деобе створили су кризу српске државе. Са нестанком царства, после изненадне смрти Душана Немањића, а потом и цара Уроша (1355—1371), многи крупни и ситни феудалци, српска властела или „великаши” — како их памти народно предање угрозили су јединство српских земаља. О српским поделама јасно говори и византијски цар Јован Кантакузин следећим речима:
И на хиљаду страна растурени почеше међусобно гложење.— Јован Кантакузин, Историја
Слика распада јасно се оцртавала, а изгледала је овако:
- Западна Македонија (краљ Марко, син и наследник оца Вукашина и турски вазал после 1371)
- Источна Македонија (Константин и Јован Драгаш — исто као турски вазали после 1371)
- Западна Србија: жупан Никола Алтомановић
- Зета (Балшићи)
- Косово (Вук Бранковић)
- Морава (кнез Лазар Хребељановић)

Победом на Марици Турцима је био отворен пут за даља поробљавања српских покрајина. Мањи одреди турске војске сејали су пустош по селима и трговима. „Страх… невоља и несрећа љуто су обли све градове и западне пределе…” Лазар се почиње у свим интитулацијама називати „Господин все Србљем”, „Кнез Србљем”, што у ствари значи „Кнез или владар српских земаља”. Поред тога, Лазар употребљава и краљевско владарско име Стефан Лазар. Чак се на аверсу очуваног печата на „Лазаревој даровној повељи” Хиландару из 1379. налази лик Стефана Првомученика, заштитника лозе Немањића. У повељама се потписује црвеним мастилом. Од битног значаја, у складу са средњовековном државноправном теоријом је то што је Лазар поседовао црквени легитимитет.
Угрожен од Турака, изложен сталној опасности да га нападне Никола Алтомановић, страхујући и од напада Угара кнез Лазар је морао и енергично и мудро да дела на јачању одбрамбене моћи своје државе. Пошто је имао велики број женске родбине, претежно женидбеним везама успео је да окупи око себе своје моћне суседе. Сестру Драгињу удао је за челника Мусу, господара рударског краја око Копаоника, града и жупе Брвеник, а кћер Мару, 1371. године, за Вука Бранковића. Две млађе своје кћери предао је кнез Лазар сватовима у Крушевцу. Јелена се удала за Ђурђа Страцимировића Балшића, „господара всом Зети и поморју”, а Теодору за Николу Горјанског Млађег, угледног феудалца у Јужној Угарској (Мачва).
Удадбама, успостављањем савезничких односа и оружаном борбом са непокорним великашима успео је кнез Лазар да ојача и територијално прошири своју државу. Са околним великашима основао је неку врсту породичног савеза, коме је он био на челу. Најмоћнији чланови савеза после кнеза Лазара били су његови зетови Вук Бранковић и Ђурђе Страцимировић Балшић. Са смрћу цара Уроша нестало је царског достојанства. Пошто је по протоколу византијског двора, који је примењиван и на српском двору, само цар могао додељивати висока звања, те је Лазар остао у звању кнеза, а Вук Бранковић има законско право само на наслов „господин”. „Благоверни и христољубиви и Богом просвећени кнез Лазар и љубазни му син господин Вук”, забележио је непознати летописац 1387. године, „када су владали свим српским земљама и поморским и тако у слози и љубави побеђивали непријатеље своје”.
Удруженим снагама кнеза Лазара и босанског бана Твртка, 1373. године побеђен је, заробљен у
Ужицу и ослепљен Никола Алтомановић. Победници су поделили његову област. Бану Твртку је припао и манастир Милешево у коме је сахрањен Свети Сава. Потомак Немањића по женској линији, бан Твртко је одлучио да се 1377. године крунише за краља Босне и Србије. Обред крунисања извршен је на гробу Светог Саве. Непомућено пријатељство кнеза Лазара са краљем Твртком јасан је доказ да је Твртков поступак сматран сагласним са средњовековним поимањем легитимности наслеђа престола. То, међутим, никако не значи да је кнез Лазар престао да се сматра главним владаоцем на територији српског царства, тим пре што је и он преко своје жене Милице био у сродству са изумрлом династијом Немањића.
Веран традицији владара на српском престолу, кнез Лазар је прегао да подигне ауторитет цркве и учини је моћном потпором у борби за учвршћење своје власти и одбрану од Турака. У том циљу сматрао је неопходним да измири Пећку и Цариградску патријаршију, које су биле у непријатељству од доба проглашења Пећке патријаршије 1346. године када се краљ Душан крунисао за цара. После дугих преговора у којима се истакао монах Исаија, до измирења је дошло 1375. године. Обред свечаног признања Пећке патријаршије обављен је у патријаршијској цркви у Пећи. Била је то велика свечаност, којој су, поред многобројних велможа и црквених великодостојника, присуствовале монахиње Јелисавета (монашко име царице Јелене), и Јефимија, удовица деспота Јована Угљеше. Монахиња Јелисавета умрла је почетком новембра 1376. године. Вероватно по договору са кнегињом Милицом, Јефимија је одмах после њене смрти дошла у Крушевац и настанила се у двору кнеза Лазара.
Када му се у Крушевцу родила и пета кћер Оливера, кнез Лазар је вероватно изгубио сваку наду да ће добити наследника престола. Зато није тешко замислити радост супружника када им се 1377. године родио син, који је на крштењу, по традицији лозе Немањића, добио име Стефан. После Стефана кнегиња је родила још два сина Вука и Добривоја. Добривоје је умро као дете а Вук је растао уз Стефана који није био много старији.
Током археолошких истраживања на Руднику 2015. године пронађен је његов печат са натписом „Господин кнез Лазар свесрпских земаља”.
Иван Јастребов је записао да га је запис о кнезу Лазару у манастиру Лешок подсетио на забелешку Музакија о Лазару. Он је о њему рекао: Laczaro shefu primo Dispoto del 1350 dell inferior Servia dicta Bulgaria. Јастребов се не упушта у расуђивање о контексту Музакијевих речи. То сведочанство му је важно јер је Лазар владао доњом Србијом, а главно је да су је звали Бугарском. Тада (у доба Јастребова) су се тако звала сва места која је насељавао српски народ — у такозваној Македонији.

## Борбе са Турцима
Привредни и културни напредак државе кнеза Лазара ометан је сталним покушајима Турака да је потчине. Зато је кнез био принуђен да усредсреди своју пажњу на војне припреме. На територији своје државе први пут се сукобио са јачим одредом турске војске 1380/1381. године када су његове војсковође Цреп и Витомир победили Турке на Дубравици код Параћина.
Мада поражени у Босни код Билеће 1388. године, Турци су одлучили да и по трећи пут нападну кнеза Лазара. Обавештен о њиховим припремама, кнез Лазар је 1389. године преко свог зета Николе Горјанског, мачванског бана, уговором са Угрима осигурао залеђе и прегао да прикупи што већу војску за предстојећу битку. Обратио се за помоћ и краљу Твртку, који је и по својој титули био дужан да учествује у борбама за одбрану независности Србије.
Обавештен да ће Турци покушати продор преко Косова, кнез Лазар је на челу своје војске средином јуна дошао на Косово.
Што се тиче сукоба са Османлијама, летописи говоре да је Лазар имао успеха у борбама с њима. Године 1386, Орханов син, Мурат I је предводио војску на Србију. Српска војска, с кнезом Лазаром на челу, налазила се на Топлици (на Плочнику) и тада је спречен дубљи продор непријатеља у унутрашњост земље. Из сажетих вести летописца стиче се утисак да су два владара избегла сукоб.
После смрти Угарског краља Лудовика I (1382), кнез Лазар је одбио положај турског вазала и заједно са краљем Твртком умешао се у династичке сукобе у Угарској. Међутим, српска држава није морала да брани само северну границу већ и јужну — на Косову.
Турска хорда је прешла преко земаља браће Драгаша и на помолу је висио неизбежан сукоб са Србијом. Битка се одиграла на Видовдан 28. јуна 1389. године на пољу Косову.
У окршају првог сукоба Срби су победили Турке. „Међу војницима”, пише Константин Филозоф у Житију деспота Стефана Лазаревића, „који су се борили пред војском беше неко веома благородни (Милош — забележио је неко на маргини Константиновог дела) кога облагаше завидљивци своме господину и осумњичише га као неверна. А овај да покаже верност, а уједно и храброст, нађе згодно време, устреми се ка самоме великом начелнику као да је пребеглица, и њему пут отворише. А кад је био близу, изненада појури и зари мач у тога самога гордога и страшнога властодршца. А ту и сам паде од њих. У први мах одолевали су Лазареви људи и побеђивали су. Али већ не беше време за избављање. Стога и син тога цара ојача опет у тој самој бици и победи. Шта је било после тога? Постиже Лазар блажену смрт тако што му је глава посечена, а његови мили другови молили су усрдно да погину пре њега и не виде његову смрт. Ова битка била је године 6897. месеца јунија 15. дан. А тада, тада не беше места у целој тој земљи где се није чуо тужни глас ридања и вапај који се не може ни са чиме упоредити тако да се ваздух испунио…”.
На Косову пољу: „мученик Христов постаде велики кнез Лазар” (Деспот Стефан: натпис на стубу мраморном на Косову), избором и опредељењем за небеско испуни речи Његове: „Од ове љубави нема веће до ако ко положи живот за ближње своје”. Јн 15;13. Ономе који је учинио избор достојан Небеског цара народ непоколебљиво имену додаје — цар — и овенчава га ореолом светаштва, а Црква канонизује, већ неколико година после погибије.

## Задужбинар
Главна Лазарева задужбина је манастир Раваница. Манастир Хиландар има његову припрату, а обновио је и манастир Лешок.

## Сахрана кнеза Лазара
По одлуци Државног сабора из децембра 1389. године принцеза Оливера, најмлађа кћи кнеза Лазара дата је у харем султана Бајазита I. Она је у харем отишла у пролеће 1390. године што је био услов за склапање мира са Турцима и дозволу за пренос моштију кнеза Лазара. Из Митрополијске цркве у Приштини мошти Светог кнеза Лазара 1391. године пренесене су у његову задужбину манастир Раваницу. Због надирања Турака и становништво и монаштво бива принуђено да напушта огњишта и светиње. Са собом носи и највећу драгоценост — мошти Лазареве. Наставља светитељ да дели судбину свог народа, преко Београда до Сент Андреје у Угарској после неколико година пренесен у фрушкогорски манастир Врдник (Нова Раваница).
Пошто је након 27. марта 1941, манастир Врдник-Раваница употребљаван као привремено склониште за муницију и гориво југословенске војске, мошти су из бојазни да би могле бити уништене у експлозији, пренете у манастир Бешеново у ноћи пред почетак рата. Међутим, почетком Другог светског рата, фрушкогорски манастири су се нашли на територији НДХ, где су већ почетком априла 1941, започели прогони, злостављање и уништавање имовине, који су затим прерасли у терор и институционално уништавање Срба и свега српског што се нашло у њеним границама, од чега нису били поштеђени, ни стари српски манастири, па ни мошти српских светитеља, који су скрнављени и уништавани. Априла 1942. професор и декан Теолошког факултета, Радослав Грујић и кустос Музеја кнеза Павла, Миодраг Грбић, користећи се личним познанством и благонаклоношћу ратног саветника при Управном штабу за Србију, мајора Јохана Албрехта фон Рајсвица успели су да обезбеде пренос моштију из манастира Бешеново у ризницу Саборне цркве Св. арханђела у окупираном Београду. Приликом преузимања моштију у Бешенову је констатовано да су мошти остале неоштећене, али да су опљачкане све драгоцености које су се налазиле са моштима. Списак несталих ствари је утврђен накнадно, на основу изјаве врдничког архимандрита, који је пребегао у Београд септембра 1941:
- сребрни, па позлаћени ручни крст за целивање
- пар сребрних наруквица филигране израде
- пар сребрних павта — великих уметничких израђених копчи
- митра, украшена камењем и бисерима, која је лежала на месту одсечене главе светитеља
- велики позлаћени ланац са од четвороугластим украсним плочицама
- пет већих и мањих, уметнички извезених покривача за свете дарове
- два путирска извезена „дарка”
- један велики покривач за целокупне мошти, са извезеним ликом кнеза Лазара

Године 1954, Свети архијерејски сабор СПЦ донео је одлуку о преношењу моштију Св. Кнеза у Раваницу. Ова одлука је спроведена о шестстотој годишњици Косовске битке, 1989. године и то тако што су његове мошти излагане на путу кроз велики број српских градова и манастира.
Тако је од Видовдана 1988. до августа 1989. ћивот из Београдске Саборне цркве преко манастира Врдника, Озрена, Троноше и Ћелија, затим Шапца, Ваљева и Крагујевца, па манастира Жича, Љубостиња и Павлица пренесен до Косова. На Газиместану, месту косовске битке, одржан је помен а потом, после боравка у манастиру Грачаница и свечаних видовданских богослужења, ћивот са Лазаревим моштима преко Ниша, Крушевца и манастира Манасија, пренесен је у Раваницу. Сачувана је једна свечана одежда која је била на његовим моштима непосредно после смрти.
Манастир Света Лазарица му је посвећен. Део моштију се чува у Саборној цркви у Београду.
Током владавине Ивана Грозног култови Светог Саве, Светог Симеона и Светог кнеза Лазара били су присутни и ширили су се у Русији.

## Популарна култура
Његов лик се појављује у филму Бој на Косову (1989). Опера „Лазарево обретеније” изведена је 2024. у  Великој дворани Коларчеве задужбине.

## Породица
Са Милицом кнез Лазар је имао осморо деце:
| Лазарева деца    | Лазарева деца                  | Лазарева деца                                                                                                  | Лазарева деца |
| ---------------- | ------------------------------ | --- | ------------- |
| Синови           |                                | |               |
| Име              | Живео                          | Титула |               |
| Добровој         | (умро као мало дете)           | |               |
| Стефан           | (1377—1427)                    | кнез (1389—1402) и деспот Србије (1402—1427)                                                                   |               |
| Вук              | (?—1410)                       | кнез |               |
| Ћерке            |                                | |               |
| Име              | Живела                         | Брак(ови) |               |
| Мара             | (?—1426)                       | Вук Бранковић, око 1371. године                                                                                |               |
| Јелена           | (?—1443)                       | 1.Ђурађ II Страцимировић Балшић (1385—1403), око 1386. године 2.Сандаљ Хранић Косача (1392—1435), 1411. године |               |
| Драгана          | (?—?)                          | Јован (1371—1395) или његов син Александар (Искандер) Шишман, око 1386. године                                 |               |
| Теодора (Јелена) | (?—пре 1405)                   | Никола II Горјански, око 1387. године                                                                          |               |
| Оливера          | (око 1378 — после 1443./1444.) | Бајазит I (1389—1403), 1390. године                                                                            |               |

## Галерија
- Фреска кнеза Лазара, Манастир Раваница (реконструкција)
- Фреска кнеза Лазар и кнегиње Милице у манастиру Љубостиња
- Грб кнеза Лазара на јужној припрати главне цркве Хиландар
- Похвала кнезу Лазару, монахиња Јефимија
- Печат кнеза Лазара, откривен током археолошких ископавања на планини Рудник
- Печат кнеза Лазара
- Ђура Јакшић, Кнез Лазар (уље на платну), 1857—1858, данас у Народном музеју у Београду
- Фреска Светог кнеза Лазара, Манастир Крка
- Фреска Светог кнеза Лазара, Црква Светог Александра Невског